# Wilhelm Boele
Wilhelm Klemens Maria Boele (* 18. November 1843 in Münster; † 13. April 1919) war ein deutscher Reichsgerichtsrat.

## Leben
Der Preuße Boele wurde 1864 vereidigt. 1866 wurde er vom Auskultator zum Referendar ernannt. 1869 wurde er Gerichtsassessor. 1871 ernannte man ihn zum Kreisrichter in Lüdinghausen, dann in Ibbenbüren. 1879 wurde er dort Amtsrichter. 1887 wurde er nach Bochum versetzt. 1888 wurde er zum Amtsgerichtsrat befördert. Oberlandesgerichtsrat in Hamm wurde er 1889. 1897 ernannte man ihn zum Landgerichtspräsidenten in Aurich. 1901 wurde er an das Reichsgericht berufen. 1912 trat er in den Ruhestand.
1879 war er Kandidat der Liberalen für das Preußische Abgeordnetenhaus.
Er trat 1862 in das Corps Saxonia Bonn ein und war Corpsschleifenträger.